# Saxitoxin
Saxitoxin (STX) ist neben seinen verwandten Verbindungen Neosaxitoxin (NSTX, NEO, neoSTX) und Gonyautoxin (GTX) ein Hauptvertreter von Neurotoxinen (Nervengifte), die in Miesmuscheln, Pfahlmuscheln oder Austern angereichert sein können und bei deren Verzehr durch den Menschen eine Muschelvergiftung (Mytilismus), die als paralytic shellfish poisoning (PSP) bekannt ist, verursachen können. Daher wird die Gruppe dieser Gifte auch PSP-Toxine genannt. Quelle dieser Algentoxine sind vor allem Dinoflagellaten, die als Teil des Planktons insbesondere von Muscheln als Nahrung aufgenommen werden. Aber auch hauptsächlich im Süßwasser vorkommende Cyanobakterien sind in der Lage, Saxitoxine zu synthetisieren. Zu den saxitoxinproduzierenden Dinoflagellaten zählen unter anderem:
- Alexandrium catenella (Gonyaulax catenella)
- Alexandrium tamarense excavatum (Gonyaulax tamarensis)
- Pyrodinium bahamense.

Diese vermehren sich insbesondere in den warmen Jahreszeiten und können rasch rötlich gefärbte Algenteppiche in Küstengebieten ausbilden („red tide“).
Saxitoxin kann sowohl durch Inhalation (Einatmen), über offene Wunden als auch über die Nahrungsaufnahme in den Körper gelangen. Aufgenommenes Saxitoxin kann innerhalb von Minuten bis wenigen Stunden zu einer tödlichen Atemlähmung führen. Nicht tödliche Dosen führen beim Menschen nach wenigen Stunden zu folgenden Symptomen: Übelkeit, Erbrechen, Diarrhoe, Bauchschmerzen, Muskelschmerzen und Kopfschmerzen. Es treten Missempfindungen und Sehstörungen auf. Die tödliche Dosis variiert zwischen 0,5 und 12,4 mg Saxitoxin für einen erwachsenen Menschen (eine zu 50%-letale Dosis (LD50 oral) für den Menschen wird mit ab 5,7 µg/kg Körpergewicht angegeben).

## Saxitoxin als chemischer Kampfstoff
Saxitoxin war unter der Bezeichnung TZ aufgrund seiner hohen Giftigkeit immer wieder als chemischer Kampfstoff im Gespräch. Es gibt Berichte, denen zufolge es möglich sein soll, Gewehrmunition mit Saxitoxin zu kontaminieren, um eine rasche tödliche Wirkung zu erzielen. Saxitoxin ist etwa 1000-mal giftiger als das synthetische Nervengift Sarin und ist wie Ricin ein Kampfstoff biologischer Herkunft. Die US-amerikanische CIA soll in den 50er-Jahren für ihre Agenten (z. B. U-2-Pilot Gary Powers) Giftkapseln mit Saxitoxin hergestellt haben. Saxitoxin steht auf der Kriegswaffenliste des bundesdeutschen Kriegswaffenkontrollgesetzes.

## Saxitoxin in der medizinischen Forschung
Wie das Tetrodotoxin ist Saxitoxin (STX) in der medizinischen Forschung eine wichtige Substanz: Es gilt als selektiver Natriumkanal-Blocker, der keinen Einfluss auf den Flux von Chlorid- oder Kaliumionen der Zellmembran hat. Die erste ausführliche chemische Analyse und Synthese des Saxitoxins stammt von Yoshito Kishi im Jahre 1977.

## Analytik
Saxitoxin kann nach hinreichender Probenvorbereitung durch Einsatz der Kopplung der HPLC mit der Massenspektrometrie in den unterschiedlichen Untersuchungsmaterialien wie z. B. Plasma oder Urin qualitativ und quantitativ nachgewiesen werden. Auch für die Untersuchung von Muscheln oder Fischen können die oben genannten Verfahren eingesetzt werden.

## Saxitoxin-Derivate, Paralytic Shellfish (Poisoning) Toxine (PSTs, PSP-Toxine)
Der Begriff „PSP-Toxine“ beschreibt eine Gruppe von Toxinen, die sich von der Grundstruktur des Saxitoxins ableiten und als sogenannte „Lähmgifte“ die spannungsabhängigen Natriumkanäle der Nervenzellen blockieren, wodurch die Reizweiterleitung in den Nervenfasern und Kontraktion der Skelettmuskeln gehemmt wird und es schließlich zu deren „schlaffer Lähmung“ kommt. Aufgrund seiner vergleichsweise hohen Toxizität wird Saxitoxin dabei als Leitsubstanz zur Toxizitätsbestimmung verwandter Verbindungen verwendet.

Saxitoxin-Derivate

- Die wichtigsten verwandten Verbindungen unterscheiden sich an den chemischen Resten (R1-R5, siehe Abbildung „Saxitoxin-Derivate“). Die Hauptunterteilung der Toxine wird durch den chemischen Rest an Position 4 (R4) bestimmt. An R4 mit Carbamoyl-Gruppe (Carbamate): Neosaxitoxin,[S 1] Gonyautoxine (I bis IV); an R4 mit N-sulfo-carbanoyl-Gruppe (Sulfamate): Gonyautoxin (V und VI), C-Toxine (I bis IV); an R4 mit Hydroxygruppe: Decarbamoyl-Saxitoxin, Decarbamoyl-Gonyautoxin (I bis IV), Decarbamoyl-Neosaxitoxin; an R4 protoniert (Wasserstoffatom, H): Deoxydecarbamoyl-Saxitoxin, Deoxydecarbamoyl-Gonyautoxin (II und III). Des Weiteren werden spezielle Toxine der Spezies Lyngbya wollei (LWTX-Toxine I bis VI) mit einer Methylgruppe (verestert) an R4 und Gymnodinium catenatum (GC-Toxine I bis III) mit einem Phenolrest (verestert) an R4 genannt. Die chemischen Reste R1, R2, R3 und R5 unterscheiden sich durch unterschiedliche Kombinationen einer Hydroxygruppe, eines Wasserstoffatoms oder einer Organosulfatgruppe.[3][16]
- Ein Saxitoxinderivat, das eine höhere toxische Potenz als das Saxitoxin selbst aufweist ist z. B. das Zetekitoxin.[3][17][S 2]

## Externe Links zu erwähnten Verbindungen
1. ↑  Externe Identifikatoren von bzw. Datenbank-Links zu Neosaxitoxin:  CAS-Nr.: 64296-20-4, EG-Nr.: 809-831-0, ECHA-InfoCard: 100.237.662, PubChem: 21117946, ChemSpider: 19975931, DrugBank: DBDB12989, Wikidata: Q6040896.
2. ↑  Externe Identifikatoren von bzw. Datenbank-Links zu Zetekitoxin:  CAS-Nr.: 9061-57-8, PubChem: 76853098, Wikidata: Q82892962.